# William Fox
William Fox, nato Vilmos Fried (in ungherese Fried Vilmos) (Tolcsva, 1º gennaio 1879 – New York, 8 maggio 1952), è stato un produttore cinematografico ungherese naturalizzato statunitense, che si è firmato anche con i nomi di  W.M. Fox o  Wm. Fox.

## Biografia
Nato in Ungheria nel 1879, all'epoca dell'Impero austro-ungarico, la sua famiglia emigrò negli Stati Uniti quando il piccolo Vilmos aveva appena 9 mesi. Il nome Fox è la traduzione inglese di Fuchs (volpe), il cognome materno. Cominciò a lavorare a 8 anni. Nel 1900, fondò una ditta tessile che vendette nel 1904 per acquistare il suo primo nickelodeon. Nel 1915 fondò la Fox Film Corporation.

### Carriera cinematografica
Nel 1916, lavorò a Edendale, negli studios della Selig Polyscope, dove girò alcuni film con Theda Bara e Tom Mix. Acquistò 61 m² di terreno, aprendo i suoi Fox Studios.
Nel 1925-1926, Fox acquisì per gli USA i diritti del lavoro di Freeman Harrison Owens, il sistema Tri-Ergon, inventato nella Repubblica di Weimar (attuale Germania) e impiegato per sonorizzare Aurora, il film di Friedrich Wilhelm Murnau del 1927. Il sistema prese il nome di Movietone e, al pari del RCA Photophone, diventò il principale competitore sul mercato del Vitaphone, adottato per primo dalla Warner Bros. Dal 1928 al 1963, il Fox Movietone fu adottato dai maggiori cinegiornali degli Stati Uniti quali The March of Time (1935–1951) e l'Universal Newsreel (1929–1967).
Nel 1927, Marcus Loew, capo della MGM, lo studio rivale, morì e il controllo dello studio passò al suo storico associato, Nicholas Schenck. Fox vi vide l'opportunità di espandere il proprio impero e, nel 1929, approfittando dell'assenza di Schenck, entrò nella MGM comperando le quote della famiglia Loew. Alla MGM, i capi dello studio Louis B. Mayer e Irving Thalberg cercarono di correre ai ripari: Mayer usò i suoi potenti legami politici per persuadere il Dipartimento di Giustizia che il rivale aveva violato la legge federale antitrust.
Fox, intanto, restò vittima di un grave incidente stradale. Mentre si trovava in ospedale - siamo nel 1929 - crollò la Borsa di Wall Street. Il crack del mercato azionario azzerò praticamente le sue finanze, tanto che il produttore non riuscì a portare a compimento la tanto ambita fusione Loews-Fox pur disponendo del beneplacito del Dipartimento di Giustizia.
Nel 1930, Fox perse il controllo della sua compagnia: la combinazione che si produsse a causa dell'incidente che gli procurò gravi lesioni, il crollo di Wall Street e l'azione antitrust del governo, lo portò a una lunga lotta che durò sette anni per cercare di evitare la bancarotta.
Nel 1936, nel corso del processo per il fallimento della sua azienda, Fox cercò di corrompere il giudice John Darren Davis. Accusato di spergiuro e di tentativo di corruzione, William Fox scontò sei mesi di carcere per poi ritirarsi dal mondo del cinema.
Morì nel 1952 a New York, all'età di 73 anni. Fu sepolto al Salem Fields Cemetery di Brooklyn. Nessun produttore di Hollywood partecipò al suo funerale.
Fox supervisionò personalmente la costruzione di molte sale cinematografiche, i Fox Theatres, in varie città degli Stati Uniti tra cui Atlanta, Detroit, Oakland, California, San Francisco e San Diego.

## Filmografia parziale

### Produttore
- The Idler, regia di Lloyd B. Carleton - (presentatore) (1914)
- La vampira (A Fool There Was), regia di Frank Powell - (produttore) (1915)
- The Girl I Left Behind Me, regia di Lloyd B. Carleton - presentatore (1915)
- Samson, regia di Edgar Lewis - (presentatore) (1915)
- A Gilded Fool, regia di Edgar Lewis - (presentatore) (1915)
- Children of the Ghetto, regia di Frank Powell - (presentatore) (1915)
- Kreutzer Sonata, regia di Herbert Brenon - (presentatore) (1915)
- The Nigger, regia di Edgar Lewis - (presentatore) (1915)
- The Celebrated Scandal, regia di James Durkin, J. Gordon Edwards - (presentatore) (1915)
- A Woman's Resurrection, regia di J. Gordon Edwards - (presentatore) (1915)
- From the Valley of the Missing, regia di Frank Powell - (presentatore) (1915)
- Anna Karenina, regia di J. Gordon Edwards - (produttore) (1915)
- The Clemenceau Case, regia di Herbert Brenon - (produttore) (1915)
- A Woman's Resurrection, regia di J. Gordon Edwards - (presentatore) (1915)
- The Plunderer, regia di Edgar Lewis - presentatore (1915)
- Princess Romanoff, regia di Frank Powell - (presentatore) (1915)
- The Devil's Daughter, regia di Frank Powell - (presentatore) (1915)
- Should a Mother Tell, regia di J. Gordon Edwards - (presentatore) (1915)
- Dr. Rameau, regia di Will S. Davis - (presentatore) (1915)
- Regeneration, regia di Raoul Walsh - (presentatore) (1915)
- The Wonderful Adventure, regia di Frederick A. Thomson - (presentatore) (1915)
- The Song of Hate, regia di J. Gordon Edwards - (presentatore) (1915)
- The Soul of Broadway, regia di Herbert Brenon - presentatore (1915)
- Blindness of Devotion, regia di J. Gordon Edwards - presentatore (1915)
- The Broken Law, regia di Oscar Apfel - presentatore (1915)
- The Galley Slave, regia di J. Gordon Edwards - produttore e presentatore 28 novembre (1915)
- Destruction, regia di Will S. Davis - produttore 26 dicembre (1915)
- The Ruling Passion, regia di James C. McKay - produttore (1916)
- Il serpente (The Serpent), regia di Raoul Walsh - produttore (1916)
- The Witch, regia di Frank Powell - presentatore (1916)
- A Wife's Sacrifice, regia di J. Gordon Edwards - presentatore (1916)
- The Eternal Sapho, regia di Bertram Bracken - produttore (1916)
- Jealousy, regia di Will S. Davis - presentatore (1916)
- Jack and the Beanstalk, regia di C. M. Franklin - produttore (1917)
- Checkers, regia di Richard Stanton - produttore (1919)
- Flames of the Flesh, regia di Edward LeSaint - produttore esecutivo (1920)
- The Huntsman, regia di John G. Blystone - produttore (1920)
- My Friend the Devil, regia di Harry F. Millarde - presentatore e produttore esecutivo (1922)
- The Men of Zanzibar, regia di Rowland V. Lee - presentatore (1922)
- Who Are My Parents?, regia di J. Searle Dawley - produttore esecutivo (1922)
- Arizona Express, regia di Tom Buckingham - produttore (1924)
- L'ospite senza nome (When the Door Opened), regia di Reginald Barker - produttore e presentatore (1925)
- Le tre moschettiere (Wings of Youth), regia di Emmett J. Flynn - presentatore (1925)
- La nipote parigina (Lightnin'), regia di John Ford - produttore (1925)
- La frontiera del sole (The Golden Strain), regia di Victor Schertzinger - presentatore (1925)
- Siberia, regia di Victor Schertzinger (1926)
- Le disgrazie di Adamo  (Fig Leaves), regia di Howard Hawks - produttore (1926)
- Nei gorghi di New York (The City), regia di Roy William Neill (1926)
- Passione di principe (Paid to Love), regia di Howard Hawks (1927)
- Oasi dell'amore (Fazil), regia di Howard Hawks (1928)
- Temple Tower, regia di Donald Gallaher (1930)